# Opština Tearce
Tearce (makedonsky Теарце, albánsky Tearcë) je opština na severozápadě Severní Makedonie. Tearce je také název vesnice, která je centrem opštiny. Opština se nachází v Položském regionu.

## Geografie
Opština sousedí na severu s Kosovem, na jihu a východě s opštinou Jegunovce a na západě s opštinou Tetovo.
Centrem opštiny je vesnice Tearce. Pod ni spadá dalších 12 vesnic:
- Brezno, Dobrošte, Glogi, Jelošnik, Lešok, Neprošteno, Nerašte, Odri, Pršovce, Prvce, Slatino, Varvara

## Demografie
Podle sčítání lidu v roce 2021 žije v opštině celkem 17 694 obyvatel. Etnickými skupinami jsou:
- Albánci = 14 704 (83,1 %)
- Makedonci = 2 114 (11,96 %)
- Turci = 382 (1,16 %)
- ostatní a neuvedené = 494 (2,79 %)